# Tiergeschichten
Tiergeschichten – Unterwegs mit Monika und Filou war eine Fernsehserie des Schweizer Radio und Fernsehens. Die Sendung erzählte die Geschichten von heimischen Haus-, Wild- und Nutztieren und deren Menschen. Die Serie war der Nachfolger von Tierische Freunde, in der Monika Fasnacht auch bereits als Expertin mitwirkte. Von der Presse wurde das neue Sendungsformat.

## Folgen und Sendetermine
Die 1. Staffel der Fernsehserie mit zehn Folgen startete nach vier Monaten Vorlauf- und Produktionszeit am 8. Januar 2017. Jede Folge beinhaltete drei Geschichten, welche jeweils unter einem Sendungstitel zusammengefasst wurden. So wurde in der ersten Folge, unter dem Titel «Tapfere Tiere», die Geschichte von einem Hahn, zwei Golden Retrievern und einer gelähmten Katze erzählt. Die 2. Folge trug den Namen «Tierkinder» und begleitete Monika Fasnacht und Filou zu einem Ochsen, einem Labrador und drei mutterlosen Stadtfüchsen. In der 3. Folge besuchte Monika Fasnacht mit Filou eine Airedale-Terrier-Hündin, zwei Ostfriesische Milchschafe und ein ehemaliges Verdingkind mit einem grossen Herz für Tiere.
Anders als in der vorhergehenden Staffeln von Tierische Freunde werden in Tiergeschichten mit Monika und Filou keine Geschichten von Exoten und Zootieren erzählt.
Nach zwei Staffeln wurde die Sendung eingestellt.